# 더글러스 덤브릴

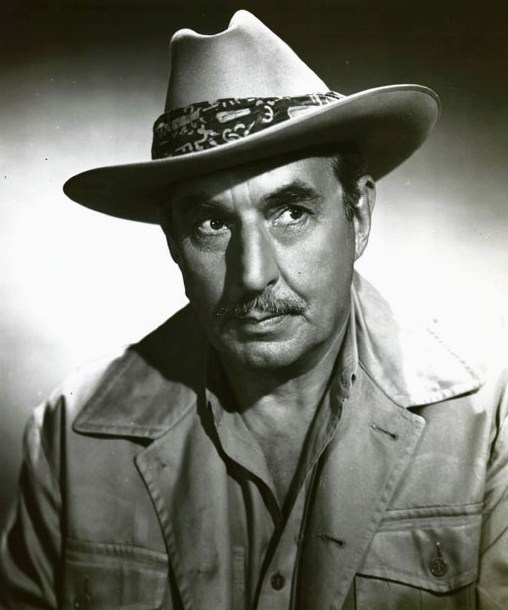

더글러스 덤브릴(Douglass Dumbrille, 1889년 10월 13일 ~ 1974년 4월 2일)은 캐나다의 영화배우이다.
해밀턴에서 태어났으며 우들랜드힐스에서 사망하였다. 사인은 심근 경색이다.

## 영화
- 하이 타임 (1960년)
- 페리 메이슨 (1957년)
- 쉐이크, 래틀 & 락! (1956년)
- 십계 (1956년) - 자니스 역
- 주피터의 애인 (1955년)
- 랜섬 (1954년)
- 줄리어스 시저 (1953년)
- 페일페이스의 아들 (1952년)
- 스카라무슈 (1952년)
- 라이딩 하이 (1950년)
- 크리스마스 이브 (1947년)
- Monsieur Beaucaire (1946년)
- 유토피아로 가는 길 (1946년)
- 베니를 위한 훈장 (1945년)
- 두 베리 워즈 어 레이디 (1943년)
- 아이 매리드 언 엔젤 (1942년)
- 웨스트 포인트에서 온 열 명의 신사 (1942년)
- 빅 스토어 (1941년)
- 잔지바르 가는 길 (1941년)
- 버지니아 시티 (1940년) - 메이저 드리워리 역
- 삼총사 (1939년)
- 켄터키 (1938년)
- 벵골의 폭풍 (1938년)
- 더 파이어플라이 (1937년)
- 경마장의 하루 (1937년)
- 천금을 마다한 사나이 (1936년)
- 피터 이벳슨 (1935년)
- 노티 메리에타 (1935년)
- 리브 오브 어 벵골 랜서 (1935년)
- 하이, 넬리! (1934년) - 하비 도스 역
- 베이비 페이스 (1933년) - 브로디 역
- 더 월드 체인지 (1933년) - 버팔로 빌 코디 역
- 하드 투 핸들 (1933년)
- 엘머, 더 그레이트 (1933년) - 스틸만 역
- 정글의 왕 (1933년)
- 브론디 오브 더 폴리스 (1932년)
- 나는 탈옥수 (1932년)
- 몽키 비지니스 (1931년)